# Corethrella
Corethrella är ett släkte av tvåvingar. Corethrella ingår i familjen Corethrellidae.
Corethrella är enda släktet i familjen Corethrellidae.

## Bildgalleri

## Dottertaxa tillCorethrella, i alfabetisk ordning[1]
- Corethrella alba
- Corethrella albicoxa
- Corethrella alticola
- Corethrella amabilis
- Corethrella amazonica
- Corethrella ananacola
- Corethrella anniae
- Corethrella appendiculata
- Corethrella aridicola
- Corethrella atricornis
- Corethrella aurita
- Corethrella badia
- Corethrella barrettoi
- Corethrella belkini
- Corethrella bicolor
- Corethrella blanda
- Corethrella blandafemur
- Corethrella blantoni
- Corethrella brakeleyi
- Corethrella brandiae
- Corethrella brevivena
- Corethrella briannae
- Corethrella brunnea
- Corethrella buettikeri
- Corethrella calathicola
- Corethrella canningsi
- Corethrella carariensis
- Corethrella cardosoi
- Corethrella caribbeana
- Corethrella collessi
- Corethrella colombiana
- Corethrella condita
- Corethrella contraria
- Corethrella curta
- Corethrella davisi
- Corethrella dicosimoae
- Corethrella douglasi
- Corethrella drakensbergensis
- Corethrella edwardsi
- Corethrella evenhuisi
- Corethrella flavitibia
- Corethrella fulva
- Corethrella fuscipalpis
- Corethrella fusciradialis
- Corethrella globosa
- Corethrella gloma
- Corethrella grandipalpis
- Corethrella guadeloupensis
- Corethrella harrisoni
- Corethrella hirta
- Corethrella hispaniolensis
- Corethrella incompta
- Corethrella inepta
- Corethrella infuscata
- Corethrella inornata
- Corethrella japonica
- Corethrella jenningsi
- Corethrella kerrvillensis
- Corethrella lepida
- Corethrella librata
- Corethrella longituba
- Corethrella lopesi
- Corethrella maculata
- Corethrella manaosensis
- Corethrella marksae
- Corethrella mckeeveri
- Corethrella melanica
- Corethrella nippon
- Corethrella novaezealandiae
- Corethrella orthicola
- Corethrella pallidula
- Corethrella pallidus
- Corethrella pallitarsis
- Corethrella pauciseta
- Corethrella peruviana
- Corethrella picticollis
- Corethrella pillosa
- Corethrella procera
- Corethrella puella
- Corethrella quadrivittata
- Corethrella ramentum
- Corethrella ranapungens
- Corethrella redacta
- Corethrella remiantennalis
- Corethrella rotunda
- Corethrella selvicola
- Corethrella shannoni
- Corethrella solomonis
- Corethrella squamifemora
- Corethrella stonei
- Corethrella striata
- Corethrella tarsata
- Corethrella towadensis
- Corethrella travassosi
- Corethrella truncata
- Corethrella ugandensis
- Corethrella unisetosa
- Corethrella urumense
- Corethrella varia
- Corethrella whartoni
- Corethrella whitmani
- Corethrella wirthi
- Corethrella vittata